# Cory McAbee
Cory McAbee (né le 29 août 1961 à Santa Venetia) est un réalisateur, scénariste, acteur et musicien américain,,. Il opère principalement sur la scène indépendante.

## Biographie
Cory McAbee est le fils d'un mécanicien et est le cadet des trois enfants. Videur de boîte de nuit dans les années 1980, il fonde le groupe musical The Billy Nayer Show en 1989.

## Filmographie

### Réalisateur
- 1992 : Billy Nayer
- 1993 : The Man on the Moon
- 1994 : The Ketchup and Mustard Man
- 2001 : The American Astronaut
- 2009 : Stingray Sam
- 2012 : Crazy and Thief
- 2022 : Deep Astronomy and the Romantic Sciences

### Acteur
- 2001 : The American Astronaut : Samuel Curtis / Silverminer
- 2006 : The Guatemalan Handshake : Spank Williams
- 2006 : Coups d'État (Land of the Blind) : le bourreau / Mister Salty
- 2008 : News Movie : l'homme en costume
- 2009 : Stingray Sam : Stingray Sam

## Distinctions
Cory McAbee a reçu plusieurs prix pour ses films :
- Festival du film de Floride 2001 : prix spécial du public pour The American Astronaut
- Festival du film indépendant de Memphis 2009 : prix spécial du jury dans la section Science-fiction pour Stingray Sam
- Festival international du film fantastique de Catalogne 2012 : prix New Visions dans la section Petit Format pour Crazy and Thief